# Sentosa (Mutiara)
Sentosa is een bestuurslaag in het regentschap Pidie van de provincie Atjeh, Indonesië. Sentosa telt 1027 inwoners (volkstelling 2010).